# 格兰诺奇市

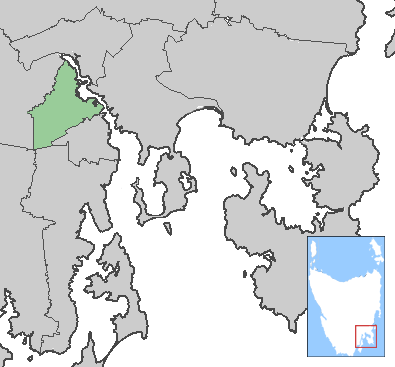

格兰诺奇市是澳大利亚塔斯马尼亚州的一个地方政府区。该区西邻德文特谷自治市，北邻布赖顿自治市，东邻克拉伦斯市，南邻霍巴特市。该地区总面积120 km² (46.3 sq mi)，总人口44,615。